# Johannes Wallmann
Johannes Wallmann (21. května 1930, Erfurt – 2. ledna 2021, Berlín) byl německý evangelický teolog a církevní historik.
Působil na Porúrské univerzitě v Bochumi.
Odborně se věnoval především dějinám protestantismu v 17. století, zejména luterské ortodoxii a pietismu. Byl editorem dopisů Philippa Jacoba Spenera.
Byl dvakrát ženat, s Dr. Ingeborg Posselt, a po její smrti s Prof. Dorotheou Wendebourg.